# 福島宏之
福島宏之，是日本男性動畫監督。

## 概要
早期以為名活動，偏好採（可譯作「松下之宏」）多變的化名，例如及等，有時候仍然使用原名福島宏之。

## 參加作品

### 電視動畫
- 森林大帝 第3作（1989年、分鏡&演出）
- 橫行太保（BOY，1997年、分鏡）
- 科學情人（1997年、分鏡&演出）
- 馬赫GoGoGo 第2作（1997年、監督&腳本&分鏡）
- 忍者企鵝圓圓丸（1997年、分鏡）
- 烈火之炎（1997年、分鏡&演出）
- 中華一番（1998年、分鏡）
- 豹頭王傳說（2009年、原畫）
- 鋼之鍊金術師 FULLMETAL ALCHEMIST（2009年、原畫）
- 少女妖怪 石榴（2010年、分鏡）
- 11eyes（2009年、分鏡）
- FAIRY TAIL（2009-年、分鏡&演出）
- 無頭騎士異聞錄 DuRaRaRa!!（2010年、分鏡）
- 如果高校棒球女子經理讀了彼得·杜拉克（2011年、分鏡）
- AKB0048 next stage（2013年、演出）
- 記錄的地平線（2013-2014年、分鏡&演出）
- 神偷怪盜1412（2014-2015年、分鏡）
- 銀河騎士傳 第九行星戰役（2015年、分鏡）
- 青春歌舞伎（2017年、分鏡）

- 逮捕令 Special（1999年、分鏡）
- 封神演義（1999年、分鏡&演出）
- 天生一對（1999年、分鏡）
- HUNTER×HUNTER（1999年-2001年、分鏡&演出）
- Rerere的天才笨蛋伯（2000年、分鏡&演出）
- 六門天外（2000年、分鏡）
- 萬有引力（2000年-2001年、分鏡）
- 破壞魔定光（2001年、分鏡&演出）
- 光劍星傳EX（2001年、分鏡&演出）
- 可可蘿圖書館（2001年、分鏡）
- 聖石小子（2001年-2002年、分鏡&演出）
- 盜賊王JING（2002年、分鏡&演出）
- 魔偵探洛基（2003年、分鏡&演出）
- 閃靈二人組（2003年、分鏡）

- 瑪莉亞的凝望（2004年、監督&分鏡&演出）
- 瑪莉亞的凝望 〜春〜（2004年、監督）
- 御行者 AMDRIVER（2004年、分鏡）
- 次元艦隊（2004年、分鏡&演出）
- 學園愛麗絲（2004年-2005年、分鏡）
- 槍與劍（2005年、分鏡）
- 魔法少女加奈（2005年、分鏡）
- 幸運女神（2005年、分鏡）
- 魔女的考驗（2005年-2006年、監督&分鏡&演出）
- 仰望半月的夜空（2006年、監督&分鏡／OP演出）
- 藍龍系列
  - 藍龍（2007年-2008年、監督&分鏡&演出、OP／ED分鏡&演出）
  - 藍龍 天界的七龍（2008年-2009年、監督&分鏡&演出、OP／ED分鏡&演出）
- Dragon Crisis!（2011年、分鏡&演出）
- 惡魔奶爸（2011年、分鏡）
- 火影忍者疾風傳（2013-年、分鏡）
- 火影忍者 SD 李洛克的青春活力全開忍傳（2012年-2013年、分鏡）
- BROTHERS CONFLICT （2013年、分鏡）
- Baby Steps ~網球優等生~（2014-15年、分鏡）
- 諸神的惡作劇（2014年、分鏡）
- 雙星之陰陽師（2016年、分鏡）
- 莉露莉露妖精～妖精之門～（2016年，分鏡）
- 夏目友人帳 伍（2016年，分鏡）

- 火影忍者 SD 李洛克的青春活力全開忍傳（2012年、第13話分鏡）

- 鋼之鍊金術師（2004年、分鏡） ※預告

- 狂砂小子（2005年、分鏡）
- 極限女孩（2005年、分鏡&演出）

YUKIHIRO
- 嬉皮笑園（2005年、分鏡）
- STAR DRIVER 閃亮的塔科特（2010年、分鏡）

### OVA
- 花花妙記者（THE INCREDIBLE GYOKAI VIDEO JUNK BOY，1987年、腳本）
- 妖精王（1988年、助監督）
- 敵人是海盜 ～貓的饗宴～（1990年、演出助手）
- 冒險！伊庫薩3（1990年、分鏡&演出）
- 吹泡糖危機CRASH!（1991年、監督）
- 銀河英雄傳說（1988-1992年、分鏡）
- 再造人卡辛（1993年、監督&腳本&分鏡）
- 科學小飛俠（GATCHAMAN，1994年、監督）
- 美少女游擊隊（1995年、製作人&分鏡）
- 特勤機甲隊（1996年、製作人）
- 真·戀姬†無雙〜少女大亂〜（2011年、分鏡）

- HUNTER×HUNTER GREED ISLAND（2003年、監督&分鏡&演出）[2]
- 瑪莉亞的凝望（2006年、監督&分鏡&演出）

### 電影
- 赤腳阿元2（1983年、演出助手）
- 時空旅人（1986年、助監督）
- 妖獸都市（1987年、助監督）
- 銀河英雄傳說外傳 我的征途，星之大海（1988年、助監督）